# 2011 en fantasy
| Années de la fantasy : 2008 - 2009 - 2010 - 2011 - 2012 - 2013 - 2014    |
| Décennies de la fantasy : 1980 - 1990 - 2000 - 2010 - 2020 - 2030 - 2040 |

L'année 2011 a été marquée, en matière de fantasy, par les événements suivants.

## Romans - Recueils de nouvelles ou anthologies - Nouvelles
- Les Yeux d'Opale, par Bénédicte Taffin.
- 8 novembre : publication de la version originale en anglais américain de L'Héritage, dernier roman principal du cycle littéraire éponyme de Christopher Paolini

## Films ou téléfilms
- 13 juillet : sortie en Belgique, France et Suisse d'Harry Potter et les Reliques de la Mort, partie 2, réalisé par David Yates et adapté du roman de J. K. Rowling.